# ESSEC Business School
L'ESSEC Business School (École Supérieure des Sciences Economiques et Commerciales) è una business school internazionale con sede in Francia (Cergy-Pontoise e La Défense nell'area parigina), Singapore e Marocco. Fondata nel 1907 e riconosciuta come una delle principali business school del mondo, la ESSEC Business School è una delle 76 scuole al mondo ad aver ottenuto il triplice accreditamento di AACSB, EQUIS e AMBA.
L'ESSEC è una delle Grandes écoles francesi più selettive e citata in Francia come una delle "trois parisiennes" (tre parigine), insieme a l'ESCP Business School e HEC Paris.
La scuola è diretta da Vincenzo Esposito-Vinzi in seguito alla nomina di Jean-Michel Blanquer a Ministro della pubblica istruzione francese nel governo Philippe del presidente Emmanuel Macron.

## Storia

### La Fondazione (1907-1913)
L'École Supérieure des Sciences Economiques et Commerciales (ESSEC) fu fondata nel 1907 come Istituto economico di Ferdinand Le Pelletier a Parigi. La sua creazione è in linea con altre scuole di commercio create sotto la cattolicità come HEC Nord (che diventerà EDHEC) dall'Istituto cattolico di Lille o ESSCA dall'Istituto cattolico di Angers. La legge Falloux del 1854 ha effettivamente permesso l'ascesa dell'istruzione secondaria religiosa. Il difficile contesto per la Chiesa, che è segnato dall'affare Dreyfus (1895) e dalla legge sulla separazione di Chiesa e Stato (1905), la spinge a cercare di riguadagnare influenza diffondendo i valori morali nel mondo degli affari e formando una nuova generazione di imprenditori.
In questo contesto di lotta delle congregazioni religiose, in particolare dei gesuiti contro l'ideologia laica e repubblicana dello stato, l'ESSEC è una risposta tardiva cattolica alla creazione di HEC. Si trova all'École Sainte Geneviève (creata dai Gesuiti nel 1854) nel Quartiere Latino. L'ESSEC dispone quindi di ampie risorse materiali: sale piccole adatte al lavoro in numero ridotto e persino un laboratorio di chimica. La prima classe ha 7 studenti e gli studi durano due anni. Nel 1909 fu introdotto un terzo anno opzionale.
Il curriculum non denota per la sua originalità strutturandosi attorno a un insieme di leggi / contabilità / lingue / tecnica. È attraverso l'introduzione di valori morali cristiani che ESSEC intende distinguersi: gli studenti partecipano ogni settimana alla conferenza di apologetica alla cappella della scuola Sainte Geneviève. L'educazione tecnica (calligrafia, stenografia, scrittura di documenti commerciali) è combinata con l'educazione scientifica (fisica, chimica, visite di fabbrica). È possibile integrare la sezione elementare della scuola diplomandosi prima o tenendo una laurea non scientifica e iscrivendovi al primo anno se si è in possesso di una laurea o che veniamo dalla sezione elementare e abbiamo superato un esame.

### Dal 1913 al 1940
Nel 1913, i locali della scuola furono sequestrati seguendo la legge della separazione della Chiesa e dello Stato del 1905, costringendo l'ESSEC a unirsi a quelli dell'Istituto cattolico di Parigi. ESSEC assume quindi il suo nome attuale. Le sue risorse sono ridotte: ha solo un anfiteatro prestato dall'ICP, la sezione elementare è rimossa e le lezioni sono impartite dalla facoltà della facoltà. Le discipline insegnate, che rimarranno pressoché le stesse fino al 1960, sono quindi lingue, storia del commercio, geografia commerciale, economia politica, diritto e contabilità. Un posto importante è dato alle lingue, con 10 ore settimanali (4 ore di inglese e tedesco, 1 ora di italiano e spagnolo). Con sette corsi di legge per due anni, ESSEC lotta per distinguersi da una scuola di legge e cerca la legittimità.
La scuola sopravvive a malapena alle mobilitazioni della guerra: nel 1914 conta solo quattro alunni nel primo anno e due al secondo. È temporaneamente chiuso e riaperto nel 1915. Il terzo anno opzionale è chiuso e la scuola recupera solo la stabilità finanziaria dal 1920, dove accoglie più di 50 studenti nel primo anno e 150 nel 1930. Nel 1923 viene creata un'associazione di ex allievi: un fondo di solidarietà per le vedove e gli orfani di guerra è stato istituito. Nel 1926 fu pubblicato il primo annuario di laureati e nel 1929 furono dati i primi corsi di etica aziendale.
La crisi degli anni '30 arriva a rompere questo slancio: ESSEC deve abbassare le tasse universitarie perché gli studenti si rifugiano in valori ritenuti più sicuri come il servizio pubblico o la legge. L'arrivo delle classi vuote del 1914-1918 e la crisi economica accrescono ulteriormente la difficoltà della situazione. La scuola è obbligata ad accettare la maturità liceale, non laureati in esame e anche gli auditor gratuiti che vengono a frequentare corsi senza il diploma, per una tassa di iscrizione.
Nel 1932 fu creato l'Ufficio Studentesco (BDE) e nel 1937 furono distribuite le prime borse di studio, che segnarono l'inizio di una politica di assistenza sociale.

### Dal 1940 al 1960
Il decollo avviene sotto l'impulso di Camille Donjon (padre Donjon) dal 1939 con l'istituzione della selezione all'ingresso. Una classe preparatoria per l'esame fu istituita nel 1941, che divenne un concorso nel 1947, il numero di candidati che lo permise. Tuttavia, l'ESSEC si rifiuta di aderire al sistema unificato delle écoles de commerce (ESC) istituito dal decreto del 3 dicembre 1947. Lo Stato ora sostiene l'attuazione di classi preparatorie sul territorio (erano trenta all'epoca, per un venti ESC). In cambio l'ESC trascorre la scuola da due a tre anni e si organizza in una rete con test e materie comuni alle competizioni scritte.
Se HEC e ESCP si uniscono a questo sistema, ESSEC si posiziona come uno sfidante e mantiene le proprie classi e gare di preparazione. Anche due sistemi coesistono. Per essere al livello dei suoi concorrenti, tuttavia ESSEC passa la scuola da due a tre anni dal 1947. Questa situazione dura fino al 1951, quando ESSEC ha chiuso le sue classi preparatorie per aprire ai candidati delle classi preparatorie pubbliche, più numerose, e quindi evitare l'emarginazione della sua concorrenza.
Se la direzione ESSEC critica il modello universitario, capisce che la legittimità della scuola passa attraverso un maggiore riconoscimento dello stato, che lo riconosce nel 1942 e mira a laurearsi dal 1962. La scuola moltiplica anche le equivalenze: Ferrovie francesi e Banca di Francia nel 1937, Diploma post laurea in Contabilità (DESC) nel 1967 e nel 1970 diploma ESSEC consente di competere per ENA e CAPET.
Tra il 1945 e il 1950, ESSEC rinnova poco e trae la sua credibilità accademica dalla legge, che soddisfa le aspettative delle famiglie borghesi: il 64% degli studenti studia legge all'università in parallelo con ESSEC nel 1964. I metodi di insegnamento sono molto accademici e passano attraverso lezioni. I puntatori controllano la presenza degli studenti fino agli anni '60. A causa della mancanza di risorse e sotto l'influenza dell'ICP, la promessa iniziale di una pedagogia adattata al ritmo di ognuno non è mantenuta.
Nel 1950 fu istituito il primo stage obbligatorio. Per un periodo di 3 mesi, si svolge alla fine degli studi.
Dagli anni Cinquanta, le critiche sono state ascoltate contro la tutela dell'ICP. Gli studenti ESSEC rivendicano la loro differenza rispetto agli altri studenti della facoltà che non formano un gruppo così affiatato. ESSEC non ha alcuna autonomia legale o amministrativa del PIC.
La vita associativa ebbe inizio nei primi anni '60 con la creazione dell'ESSEC Mardis nel 1961 e della Junior Enterprise nel 1967.

### Dal 1960 al 1970
Nel 1960, Gilbert Olivier sostituì Padre Donjon alla guida dell'ESSEC. L'arrivo di questo laico a capo della scuola, unito agli sviluppi legati alla competizione, influenzerà l'identità cristiana della scuola. Inizia lanciando un'indagine sugli studenti sul contenuto dei corsi e sulla pedagogia messa in atto: solo il 47% degli studenti del primo anno è soddisfatto, il 21% dei secondi e il 22% dei terzi anni. La pedagogia mal personalizzata e la preponderanza dei corsi dei diritti insegnati dai professori dell'ICP è denunciata. L'indagine evidenzia che il 7% dei primi anni ritiene che ESSEC sia passivo, il 29% nel secondo anno e il 37% nel terzo anno.
Dati i risultati di questo sondaggio, è in atto una riforma graduale. Le materie tecniche come la chimica e la fisica vengono abbandonate, l'insegnamento del contenuto si adatta alla società e il fattore umano viene preso in considerazione con l'introduzione di corsi di sociologia e risorse umane. Nel 1965 comparvero corsi di marketing. Vengono organizzate conferenze sui metodi, come HEC e Sciences Po, e l'insegnamento programmato viene importato dagli Stati Uniti. Il reclutamento si è diversificato con l'apertura dell'Admis on Title (AST) nel 1966, che segna anche l'apertura della scuola alle donne, classi preparatorie non ancora aperte a loro.
La competizione è stata rielaborata nel 1969 con la scomparsa delle prove di chimica e fisica e soprattutto una ristrutturazione di quella orale che mira ora a testare il ragionamento logico dei candidati e più solo la loro conoscenza. Vengono introdotti test psicotecnici e interviste sulla personalità. Gilbert Olivier cerca anche di riformare il programma di lezioni preparatorie per avvicinarli all'educazione commerciale, ma deve rinunciare prima dell'opposizione dell'HEC e di altri CES.

### Dal 1970 al 1990
I numeri stanno crescendo e la scuola sta esaurendo lo spazio. Ora occupa tre anfiteatri presso l'ICP e nel 1971 i servizi amministrativi si trasferirono a Boulevard Raspail. Nel 1965 fu istituita una commissione per riflettere sulle possibilità di spostare ESSEC. I progetti sono pianificati a Bagneux o Gentilly e poi abbandonati. Il 5 luglio 1967, ESSEC prese un'opzione su un sito nella nuova città di Cergy-Pontoise dove verrà costruito l'attuale campus. Allo stesso tempo, ESSEC emerge dal PKI. Nel 1968, l'ICP ha riconosciuto la sua indipendenza finanziaria e amministrativa. Nel 1969 fu fondato il gruppo ESSEC, costituito dalla scuola, CERESSEC (Centro di ricerca) e ISSEC (Istituto dei dirigenti). L'ICP conserva tuttavia un terzo dei seggi del consiglio di amministrazione e la nomina del direttore della scuola deve essere approvata dal rettore dell'ICP, che conserva anche il diritto di controllo sui professori dell'ESSEC.
Il trasferimento a Cergy-Pontoise è variamente accolto dalla comunità: gli studenti (600 al momento) lo ritengono assurdo, soprattutto perché nessun treno conduce direttamente. Devi prendere un treno per Nanterre e poi una navetta. Va notato, tuttavia, che è stato pianificato un progetto aerotrain per collegare La Défense a Cergy in meno di dieci minuti. Sarà abbandonato nel 1975 e linea L dessert Cergy dal 1979 e la RER A dal 1988. Alcuni insegnanti alimentano la polemica, consapevoli che una tale mossa comporta necessariamente un rinnovo della facoltà. Gli studenti vivono insieme nell'HLM di ALEGESSEC, contribuendo alla loro coesione. La nuova scuola "si estende" e comprende un grande anfiteatro di 300 posti, otto piccoli anfiteatri con 80 posti dotati di televisione a circuito chiuso, un centro di calcolo, un grande laboratorio linguistico, una biblioteca, un palazzetto dello sport, un ristorante universitario e 48 aule " . L'edificio è un anti-campus: la scuola è inserita in città e aperta verso l'esterno, mescolando alunni e abitanti a differenza di quella dell'HEC a Jouy-en-Josas. Le sue aree di accoglienza (foyer, caffetterie, cappella) dovevano essere disponibili per il cergyssois. In cambio, gli studenti avevano l'equipaggiamento e l'alloggio HLM della città.
Prima del 1971, ESSEC si basa principalmente su dirigenti che lavorano in aziende per il suo insegnamento. Dalla sua posizione in Cergy, ESSEC sta istituendo una facoltà permanente. Le sovvenzioni concesse dalla FNEGE per finanziare studi negli Stati Uniti di giovani professori o dirigenti che desiderano tornare a insegnare per colmare il "gap di gestione" francese consentono all'ESSEC di creare un gruppo di insegnanti qualificati. Nel 1972, su 20 professori, c'erano 9 ex ESSEC che avevano completato la loro formazione negli Stati Uniti. L'arrivo di FNEGE Fellows, che sono tornati dagli Stati Uniti pieni di idee, avvierà la riforma del curriculum. Un nucleo comune viene creato nel primo anno sulla base dei fondamentali mentre un corso à la carte viene introdotto dal secondo anno. È ancora in vigore oggi. Viene inoltre istituita una durata minima di 12 mesi di stage, che lo studente può raggiungere quando lo desidera. Il progetto gesuitico iniziale di una pedagogia basata sull'empowerment e l'individualizzazione degli studi ritorna quindi in modo secolarizzato.
La selettività ESSEC sta aumentando in modo significativo: da 700 candidati nel 1960 a 2800 nel 1973.
Per trasferirsi a Cergy, ESSEC, senza fondi pubblici, è fortemente in debito con la Caisse d'Epargne e ANFESP (Associazione nazionale per il finanziamento delle attrezzature delle scuole private), il Consiglio generale della Val d'Oise. I rimborsi ammontano a 4 a 5 milioni di franchi all'anno. Queste spese finanziarie rappresentano l'11,7% del bilancio ESSEC nel 1975 (rispetto al 5% per l'INSEAD). Il budget operativo è esploso da 6 milioni di franchi nel 1972 a 28 milioni nel 1979. Le tasse scolastiche sono aumentate e hanno raggiunto Template: Unity nel 1978-1979, il doppio di quello di HEC. Nel 1979, la crisi finanziaria è scoppiata, esacerbata da un contesto di alti tassi di interesse e da un rallentamento economico legato allo shock petrolifero. Quest'anno la scuola ha un deficit di 10,4 milioni di franchi. La tassa di apprendistato, la formazione continua e il coinvolgimento degli anziani sono considerati fonti di finanziamento, ma ancora troppo deboli per rispettare le scadenze. La questione della nazionalizzazione dell'ESSEC e del suo attaccamento all'università è messa sul tavolo, idee che arrivano nel campo delle possibilità con l'elezione di François Mitterrand alla presidenza della Repubblica.
Gilbert Olivier si oppone fermamente ad esso, vedendolo come un fallimento del progetto iniziale della scuola di emanciparsi dal sistema di istruzione superiore.

### Dal 2000 ad oggi
Nel 1999, la scuola decise di cambiare il nome del suo programma Grande Ecole con il nome di MBA (Master in Business Administration), uno standard anglosassone normalmente riservato ai dirigenti che hanno già molti anni di esperienza. ESSEC intende evidenziare il suo accreditamento da parte dell'AACSB (ente americano di accreditamento) e dei 18 mesi di stage dei suoi studenti, la cifra più alta di tutte le business school francesi. È seguito in questo modo da ICN Nancy e ESC Grenoble. ESSEC quindi rivede i suoi accordi internazionali per portarli al livello MBA o Master. Uno studente ESSEC che fa una doppia laurea con un'università partner può tornare con un MBA più tradizionale (per i dirigenti che hanno già esperienza professionale) rilasciato da questo partner.
Questo posizionamento dell'MBA viene criticato da HEC, EM Lyon o Università Paris-Dauphine, tanto che Ali Laïdi nel suo libro Secrets of the economic war (2004) afferma che l'HEC avrebbe montato un'operazione di destabilizzazione ESSEC attaccando la sua posizione MBA. Il caso porta ad un'apertura di indagine da parte della Camera di commercio di Parigi e un rifiuto categorico è portato da HEC.
Nel 2005, ESSEC ha ampliato il suo campus con l'inaugurazione dell'edificio Nautile per insegnanti e nel 2007 con la sala polifunzionale del Duomo (2700 posti in piedi) e il Galion. I risultati sono firmati Marc Seifert, figlio di Ivan Seifert che ha progettato il campus originale nel 1973. Sono una continuazione di edifici esistenti. Nel 2008, la biblioteca è stata ampliata e rinnovata così come l'area ristorante nel 2009.
Nel marzo 2006, la ESSEC Business School inaugura un campus a Singapore all'interno della National Library, il centro asiatico ESSEC.
Nel 2010, ESSEC presenta il suo piano strategico per il 2010-2015. Il portfolio del programma viene riposizionato: l'EPSCI (programma post-diploma di maturità) diventa il bachelor dell'ESSEC, il nome dell'MBA viene abbandonato per quello di Master in Management. La comunicazione del gruppo è unificata sotto il nome di ESSEC Business School. È prevista una raccolta di fondi di 150 milioni di euro. L'obiettivo è quello di essere una delle 20 migliori Business School del mondo, entrare nelle 10 migliori scuole in Asia e fare un'impressione duratura tra le prime 5 in Europa. L'abbandono del nome di MBA è una vera e propria rottura strategica per la scuola. Il suo programma non è comparso nella classifica del Financial Times di Masters in Management dalla sua creazione nel 2005 né in MBA a causa della sua natura ibrida. Il direttore generale dell'epoca, Pierre Tapie, tuttavia, non rimpiange questa decisione nel 1999, perché crede che la scuola abbia acquisito notorietà. Infatti, nel 2007, il Wall Street Journal ha classificato ESSEC MBA: 7 ° al mondo, davanti a HEC e INSEAD.
La scuola moltiplica gli accordi di doppia laurea: con l'Indian Institute of Management di Ahmedabad nel 2006, con Centrale Paris e l'Università di Keio nel 2009, con l'École du Louvre, ENSAE e Saint-Cyr nel 2010, con ENS nel 2011, con il Università del Queensland e tre istituzioni sudcoreane nel 2014 o con l'Università Bocconi nel 2015.

Nel 2014, Jean-Michel Blanquer, il nuovo direttore generale della scuola nominato nel 2013, ha annunciato il piano strategico "ESSEC 3I 2020" (Internazionalizzazione, innovazione e coinvolgimento). L'internazionalizzazione attraversa, tra le altre cose, un nuovo campus ESSEC Asia-Pacifico, che aprirà nel 2015 e un campus ESSEC Africa che aprirà nel 2017, l'innovazione attraverso un'alleanza strategica con CentraleSupélec e il coinvolgimento della possibilità per gli studenti di crearsi da soli corsi e creazione di mentori. La scuola lancia i suoi primi MOOC e inaugura il suo fablab, il K-Lab.

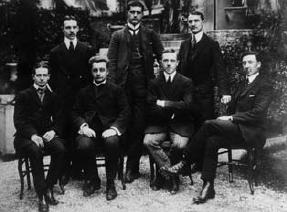
Primi laureati ESSEC, classe 1909.

## Programmi
- Master in Management (denominato programma "Grande École" in Francia)
- Master in Finance
- Master in Data Sciences & Business Analytics
- Global BBA (Bachelor of Business Administration), Laurea di primo livello
- Global MBA (Master of Business Administration)
- Advanced Masters
- Executive MBA in partnership con l'Università di Mannheim
- Ph.D in Business Administration

## Campus

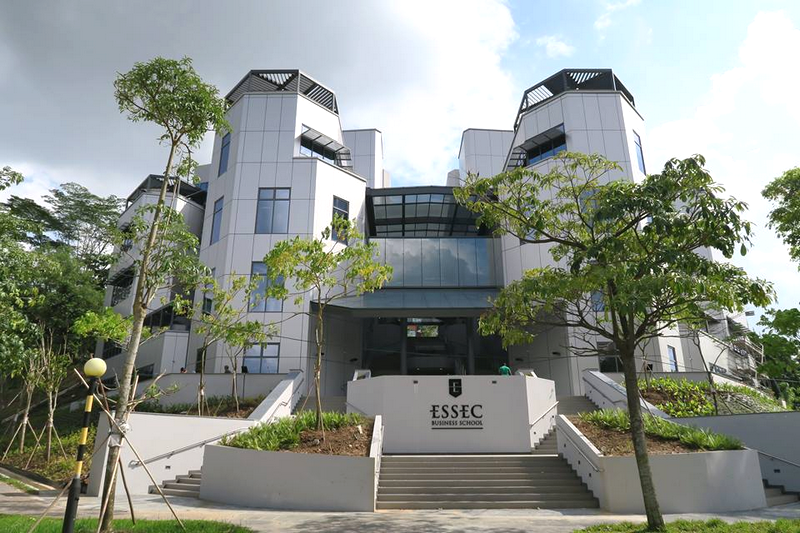
Il campus di Singapore

- Cergy - Pontoise (Ile de France), dedicato alla formazione superiore a livello Master e Bachelor
- Paris - La Défense, dedicato alla formazione continua a livello Executive
- Singapore (ESSEC Asia-Pacific), fondato nel 2005. Nel 2015 è stato inaugurato il nuovo campus a Nepal Hill[1]
- Rabat (ESSEC Africa-Atlantic), inaugurato nel 2017[2]

## Accreditamenti
Nel 1997, l'ESSEC Business School di Parigi è diventata la prima istituzione al di fuori del Nord America a essere accreditata dal AACSB (Association to Advance Collegiate Schools of Business).
Nel 2003, l'ESSEC ha ricevuto l'accreditamento EQUIS (European Quality Improvement System) per la qualità di tutti i suoi programmi. 
Nel 2017 l'ESSEC ottiene anche l'accreditamento AMBA (Association of MBAs). 
L'ESSEC è accreditata presso il Ministero dell'Educazione francese ed è membro della conferenza della Grande Ecoles.

## Partner accademici
Grande Ecole Master in Management Double Degree Partners
- Australia: UQ Business School, University of Queensland
- Canada : Queen's School of Business
- Cina: Guanghua School of Management, Beijing University
- Germania: University of Mannheim
- India: Indian Institute of Management Ahmedabad
- Italia: Università commerciale Luigi Bocconi
- Giappone: Keio Business School
- Messico: EGADE, Tec de Monterrey
- Singapore: Nanyang Business School, Nanyang Technological University
- Corea del Sud: Graduate School of Business, Seoul National University
- Corea del Sud: Graduate School of International Studies, Seoul National University
- Corea del Sud: KDI School of Public Policy and Management

Grande Ecole Master in Management Exchange Partners
- Chicago Booth, University of Chicago, (USA)
- Haas School of Business, University of California-Berkeley, (USA)
- Kellogg School of Management, Northwestern University, (USA)
- Fuqua School of Business, Duke University, (USA)
- Johnson Graduate School of Management, Cornell University, (USA)
- Paul Merage School of Business, University of California, Irvine, (USA)
- Thunderbird School of Global Management, (USA)
- Tuck School of Business, Dartmouth College, (USA)
- McDonough School of Business, Georgetown University, (USA)
- Brandeis International Business School, Brandeis University, (USA)
- University of Edinburgh Business School, (Scozia)
- Indian Institute of Management Lucknow, (India)
- Indian Institute of Management Calcutta, (India)
- Indian Institute of Management Bangalore, (India)
- Indian Institute of Management Ahmedabad, (India)
- Università Bocconi, (Italia)
- Warwick Business School, (Regno Unito)
- Keio University, (Giappone)
- The Faculty of Business, University of Victoria, (Canada)
- Schulich School of Business, York University, (Canada)
- Queen's School of Business, Queen's University, (Canada)
- Haskayne School of Business, University of Calgary, (Canada)
- San Diego State University, (USA)
- Tsinghua School of Economics and Management, Tsinghua University, (Cina)

## Organizzazioni studentesche
86 associazioni sono presenti nel campus: sia sportive (BDS, VEF, Ski Club, Club Aviron, ESSEC Voile, Extrem, Cartouche & Hameçon...), che professionali (Junior ESSEC Conseil, ESSEC Solutions Entreprises, ESSEC Initiatives, ...), culturali (Cinequanon, Shamrock, ...), internazionali (Melt, ESSEC Chine, ESSEC Maroc, ...), umanitarie (Mission Potosi, Tuong Lai, cHeer up!, Genepi, ...), o artistiche (Musical, Comedia, Label Sauce, ...) tra le quali RACE ESSEC, ESSEC Live, Les Mardis de l'ESSEC, L'Impertinent, Rêve FM.
- Junior ESSEC: la Junior-Entreprise dell'ESSEC è la più antica delle Junior-Entreprises francesi. In effetti, nel 1967 alcuni studenti dell'ESSEC decisero, sul modello delle Junior Achievement create negli Stati Uniti attorno al 1919, di creare la Junior ESSEC Conseil. La Junior ESSEC è ugualmente la prima Junior-Entreprise in Francia con un fatturato di 1,6 milioni di euro nel 2008.
- Les Mardis de L'ESSEC
- ESSEC Conseil International
- ESSEC Solutions Entreprises (ESE): l'associazione professionale studentesca specializzata negli studi e consigli nel campo del marketing.
- RACE ESSEC, è l'associazione automobilistica dell'ESSEC. RACE organizza ogni anno avvenimenti, ad esempio « les 24 Heures Karting ESSEC », la più grande competizione di karting studentesca in Europa, la quattordicesima edizione si è svolta l'8 e il 9 maggio 2010 raggruppando quaranta squadre formate da otto o dieci piloti.
- Melt. L'associazione internazionale del campus che mira a migliorare l'integrazione di studenti provenendo da università straniere, partners dell'ESSEC.
- Le VEF, ovvero Variété Essec Football.
- Rêve FM. La radio della scuola.
- AVE. L'Associazione Vidoo ESSEC, creata nel 1991.